# Liste des édifices labellisés « Architecture contemporaine remarquable » de Lot-et-Garonne
Cet article recense les édifices labellisés « Architecture contemporaine remarquable » de Lot-et-Garonne, en France.
Le label « Architecture contemporaine remarquable » remplace depuis 2016 l'ancien label « Patrimoine du XXe siècle ». Il ne prend en compte que des édifices de moins de 100 ans à la date de labellisation, et qui ne sont pas protégés comme monuments historiques.
Au début 2024, le Lot-et-Garonne compte un unique édifice ainsi labellisé.

## Liste
| Monument        | Commune             | Adresse | Coordonnées                      | Notice     | Date | Illustration    |
| --------------- | ------------------- | ------- | -------------------------------- | ---------- | ---- | --------------- |
| Pont sur le Lot | Castelmoron-sur-Lot |         | 44° 23′ 45″ nord, 0° 29′ 39″ est | ACR0001061 | 2007 | Pont sur le Lot |